# Fitzcarraldo
Fitzcarraldo je slavna njemačka pustolovna drama iz 1982. koju je režirao Werner Herzog a koji je njegova četvrta suradnja s ekscentričnim glumcem Klausom Kinskijem. Film govori o ambicioznom pothvatu junaka Fitzcarralda koji je u Amazonskoj prašumi odlučio sagraditi operu.

## Filmska ekipa
Režija: Werner Herzog
Glume: Klaus Kinski (Brian Sweeney Fitzgerald - Fitzcarraldo), Jose Lewgoy (Don Aquilino), Claudia Cardinale (Molly), Peter Berling (Opera menadžer) i dr.

## Radnja
Peru, oko 1900. godine. Irac Brian Sweeney Fitzgerald, zvan Fitzcarraldo, i njegova supruga Molly prelaze put dug 1.200 milja kako bi vidjeli operu u kojoj glumi Enrico Caruso. Fitzcarraldo planira izgraditi operu za njega usred Amazonske prašume pa skuplja novac kod nekog lokalnog tajkuna. Kupuje parobrod, unajmljuje ekipu i počinje ploviti po Amazoni kako bi ostvario svoj naum. No Indijanci sa svojim bubnjevima prestraše njegovu ekipu koja pobjegne, pa on ostane sam s kuharom, kapetanom i tehničarom. Ubrzo nagovori Indijance da rade za njega glumeći da je izaslanik Boga. S njima uspije prevesti brod preko brda do druge rijeke, gdje otvara operu.

## Nagrade
- Nominacija za BAFTA-u (najbolji strain film)
- Nominacija za Zlatnu palmu u Cannesu (osvojena nagrada za režiju)
- Nominacija za Zlatni globus (najbolji strain film)

## Zanimljivosti
- Werner Herzog je počeo snimati film a za glavne glumce su odabrani Jason Robards i Mick Jagger. No, nakon što je već snimljeno oko 40 % filma, se Robards razbolio i povukao iz filma a Jagger je otpušten. Onda je unajmljen Klaus Kinski te se film snimio ponovno ispočetka.
- Parobrod težak 340 tone je pomaknut preko planine u prašumi bez upotrebe specijalnih efekata.
- Film je snimljen na engleskom jer većina glumaca nije znala njemački.

## Kritike
Većina kritičara je hvalila film, dok je manji dio prigovarao zbog nategnutog ritma priče. Tako je u svojoj recenziji Dan Jardine napisao da mu se film ne sviđa: "Priznajem, film ima umjetničkih zasluga. Herzog stvara par vizualno fascinantnih trenutaka u ovom putu kroz prašumu. On tiho gradi napetost kada Fitzccaraldo i njegova ekipa bivaju progutani od prašume i proganjani od zastrašujućih zvukova bubanja nevidljivog plemena...Herzog je govorio da ga je nešto "gotovo religiozno" natjeralo da nastavi s teškim uvjetima snimanja ovog filma. Na žalost, taj isti osjećaj ga nije vodio da postavi duboka metafizička pitanja o prirodi čovjekovog odnosa s drugim čovjekom". S druge strane Jay Antani je hvalio film: "Nevjerojatno, hipnotično pričanje priče u "Fitzcarraldu" otkriva njegovog redatelja u vrhunskoj formi". Roger Ebert je zaključio: "Filmovi poput ovog postoje na nekom paralelnom svijetu u odnosu na obične filmove. Postoji dojam da "Fitzcarraldo" nije potpuno uspješan - predugačak je, mogli bismo reći, ili previše meandrira - ali je ipak film koji ja ne bi propustio nizašto na svijetu..."Fitzcarraldo" nije savršen film, te se nikada ne spoji u jedinstvenu izjavu. On meandrira, spor je i povremeno nema oblik. Možda je koncept bio prevelik za Herzoga da ga uobliči. Film se ne približuje savršenstvu kao što je to učinio "Aguirre". No kao dokument o misiji i snu, i kao rekord čovjekove ludosti i naivnog, vizionarskog junaštva, nikada nije postojao jedan takav film poput njega".

## Vanjske poveznice
- Fitzcarraldo u internetskoj bazi filmova IMDb-a
- Recenzije na Rottentomatoes.com
- Izvještaj sa snimanja
- Veliki filmovi Rogera Eberta  Arhivirana inačica izvorne stranice od 20. rujna 2012. (Wayback Machine)